# Дяволски бръшлян
Дяволският бръшлян (Epipremnum aureum) е вид цъфтящо растение от семейството на арумите (Araceae), родом от остров Mo'orea от Дружествените острови на Френска Полинезия. Видът е популярно стайно растение в умерените райони, но също така се натурализира в тропически и субтропични гори по целия свят, включително Северна Австралия, Югоизточна Азия, Южна Азия, Тихоокеанските острови и Западна Индия.
Като инвазивен вид, растението нанася тежки екологични щети в някои случаи.
Растението има множество популярни имена, включително златно желание, цийлонски пълзач, рокля на ловец, бръшлян арум, растение за пари, сребърна лоза, бръшлян на Соломоновите острови, мраморна кралица и таро лоза. Нарича се още дяволска лоза или дяволски бръшлян, защото е почти невъзможно да се убие и той остава зелен дори когато се държи в тъмнината. Понякога погрешно е обозначен като филодендрон в растителните магазини. Той е широко известен като „растение за пари“ в много части на Индийския субконтинент. Рядко цъфти без изкуствени хормонални добавки; последният известен спонтанен цъфтеж е отчетен през 1964 г.
Растението е печелило наградата за градински заслуги на Кралското градинарско общество.

## История и етимология
Този вид е причислен към редица родове. През 1880 г., когато за първи път е описан, е кръстен Pothos aureus, което отчасти е причината често да бъде наричана „pothos“. След като растението е изучено през 1962 г., му е дадено новото име Raphidophora aurea. Въпреки това, след по-внимателно разглеждане на цветето, изследователите забелязват засиленото му сходство с Epipremnum pinnatum и го синонимизираха с този вид. Едва след допълнителни наблюдения на всички части на растението, включително на листата и растежните модели, то отново се отделя от E. pinnatum, като E. aureum.

## Галерия
- Млада издънка
- Възрастни листа и стъбла
- Част от стъблото
- Цвят
- Сорт „Неон“
- Пъстър сорт „Pearls & Jade“